# فلوریس (آیووا)
فلوریس (به انگلیسی: Floris) شهری در ایالت آیووا کشور ایالات متحده آمریکا است که جمعیت آن در سرشماری سال ۲۰۱۰ میلادی، ۱۳۸ نفر بوده است.